# Балије (Бриндизи)
Балије (итал. Balie) је насеље у Италији у округу Бриндизи, региону Апулија.
Према процени из 2011. у насељу је живело 98 становника. Насеље се налази на надморској висини од 34 м.